# Mouldingia occidentalis
Mouldingia occidentalis é uma espécie de gastrópode  da família Camaenidae.
É endémica da Austrália.